# Василівка (село, Донецький район)
Васи́лівка — село Амвросіївської міської громади Донецького району Донецької області, Україна. Населення становить 878 осіб.

## Загальні відомості
Відстань до райцентру становить близько 18 км і проходить автошляхом місцевого значення.
Землі села межують із територією Матвієво-Курганського району Ростовської області Російської Федерації.
Унаслідок російської військової агресії із серпня 2014 р. Василівка перебуває на території ОРДЛО.

## Історія

### Війна на сході України
У 2014 році біля села точилися бойові дії. Близько 3-ї години ночі 31 липня 2014 року українські прикордонники були обстріляні з мінометів та гранатометів російською диверсійно-розвідувальною групою. Серед полеглих — Олександр Басак, Сергій Гулюк, Олег Паршутін, Юрій Філіповський, Ростислав Черноморченко.

## Населення
За даними перепису 2001 року населення села становило 878 осіб, із них 70,84 % зазначили рідною мову українську, 28,7 % — російську, 0,34 % — білоруську та 0,11 % — румунську мову.